# Tre
Tre là một nhóm thực vật thân xanh đa niên, rễ chùm, bên trong rỗng, phân thành nhiều đốt, trên thân tre có các mấu mắt. Tre thuộc Bộ Hòa thảo, Phân họ Tre, Tông Tre (Bambuseae), số loài của nhóm này rất lớn, và được coi là lớn nhất trong Bộ Hòa thảo. Tre cũng là một loại thực vật có hoa, nhưng chỉ nở hoa một lần duy nhất vào lúc cuối đời. Thường thì tre có thời gian nở hoa trong khoảng 5 - 60 năm một lần. Hoa tre có mùi hương hơi nồng và có màu vàng nhạt như màu cát. Tre nhỏ thì cao khoảng 2-3 mét còn có những cây già có thể cao hơn 5 mét. Lá tre nhỏ, thon, dẹp, thuôn nhọn về phía đầu, sắc. Tre rất dễ sống, không cần quá nhiều điều kiện. Tre thường mọc thành từng quần thể chứ không mọc thành các cá thể riêng biệt.

## Công dụng
Tre được sử dụng làm các đồ vật gia dụng, nhà, (cột, kèo), làm đũa, làm máng nước, làm rổ rá, vật dụng nông nghiệp (gầu, cán cuốc, chiếu, cán xẻng). Tre non dùng thành thức ăn (măng). Tre khô kể cả rễ thì sử dụng làm củi. Trong chiến tranh, tre được sử dụng làm những loại vũ khí rất lợi hại như chông tre, gậy, cung tên. Đôi khi tre còn được sử dụng để làm thành chiếc áo tơi hay để làm mái lợp nhà.

## Phân loại
Tông Bambuseae bao gồm khoảng 1.000 loài, phân chia thành 9 phân tông và chứa khoảng 91 chi:

### Phân tôngArthrostylidiinae
Phân tông này chứa 12 chi:
- Actinocladum
- Alvimia
- Arthrostylidium
- Athroostachys
- Atractantha
- Aulonemia (Matudacalamus)
- Colanthelia
- Elytrostachys
- Glaziophyton
- Merostachys
- Myriocladus
- Rhipidocladum

### Phân tôngArundinariinae
Phân tông này chứa 17 chi:
- Vầu xanh Acidosasa
- Trúc dây Ampelocalamus
- Arundinaria
- Borinda
- Sặt gai Chimonocalamus (Sinarundinaria)
- Drepanostachyum
- Fargesia
- Ferrocalamus
- Gaoligongshania
- Gelidocalamus
- Himalayacalamus
- Indocalamus
- Oligostachyum
- Pseudosasa
- Sasa
- Thamnocalamus
- Yushania

### Phân tôngBambusinae
Phân tông này chứa 10 chi:
- Tre Bambusa (Dendrocalamopsis)
- Le Bắc Bộ Bonia (Monocladus)
- Luồng Dendrocalamus (Klemachloa, Oreobambos, Oxynanthera, Sinocalamus)
- Gigantochloa
- Dinochloa
- Holttumochloa
- Kinabaluchloa (Maclurochloa, Soejatmia)
- Melocalamus
- Sphaerobambos
- Thyrsostachys

### Phân tôngChusqueinae
Phân tông này chứa 2 chi:
- Chusquea (Dendragrostis, Rettbergia)
- Neurolepis (Planotia)

### Phân tôngGuaduinae
Phân tông này chứa 5 chi:
- Apoclada
- Eremocaulon (Criciuma)
- Guadua
- Olmeca
- Otatea

### Phân tôngMelocanninae
Phân tông này chứa 9 chi:
- Cơm lam Cephalostachyum
- Davidsea
- Leptocanna
- Melocanna (Beesha)
- Neohouzeaua
- Ochlandra
- Pseudostachyum
- Schizostachyum
- Teinostachyum

### Phân tôngNastinae
Phân tông này chứa 6 chi:
- Decaryochloa
- Greslania
- Hickelia
- Hitchcockella
- Nastus
- Perrierbambus

### Phân tôngRacemobambodinae
Phân tông này chứa 1 chi:
- Racemobambos (Neomicrocalamus, Vietnamosasa)

### Phân tôngShibataeinae
Phân tông này chứa 9 chi:
- Brachystachyum
- Trúc vuông Chimonobambusa
- Indosasa
- Phyllostachys
- Qiongzhuea
- Semiarundinaria
- Shibataea
- Sinobambusa
- Temburongia (Incertae sedis)

## Việt Nam

### Trong văn hóa dân gian
1. Truyện cổ tích Cây tre trăm đốt
2. Tre già măng mọc
3. Phù Đổng Thiên Vương (Thánh Gióng), người anh hùng dân tộc cưỡi ngựa sắt với bó tre trong tay đánh đuổi quân xâm lược. Ngoài ra, tre còn xuất hiện trong nhiều truyện cổ tích dân gian Việt Nam.

### Tre trong chiến tranh
Tre được dùng để chế tạo làm vũ khí đánh giặc của nhân dân như: cung tên, gậy tre, chông tre,..

### Biểu tượng cây tre
Theo AlexTu (Dương Thanh Tú) thì cây tre Việt Nam là một biểu tượng đẹp đẽ về sự chắt chiu, bền bỉ và dẻo dai. "Ở đâu tre cũng xanh tươi/Cho dù đất sỏi đất vôi bạc màu?/Có gì đâu, có gì đâu?/Mỡ màu ít chắt dồn lâu hóa nhiều..." (Trích "Tre Việt Nam"-Nguyễn Duy)
Biểu tượng cho phẩm chất người Việt Nam:
| “                    | Bão bùng thân bọc lấy thân Tay ôm, tay níu tre gần nhau thêm. Thương nhau, tre chẳng ở riêng Luỹ thành từ đó mà nên hỡi người. Biểu tượng cho tinh thần bất khuất: "Tre xanh không đứng khuất mình bóng râm" "Nòi tre đâu chịu mọc cong Chưa lên đã nhọn như chông lạ thường." | ” |
| — Nhà thơ Nguyễn Duy | |   |

| “                     | ... "có nhiều thế kỷ, vận mệnh của các bạn lại bị quyết định bởi người khác, đất nước thân yêu của các bạn có lúc không trong tay các bạn. Nhưng cũng như những cây tre, tinh thần bất khuất của người Việt Nam như Lý Thường Kiệt đã ghi lại: Sông núi nước Nam vua Nam ở/Rành rành đã định tại sách trời" | ” |
| — Tổng thống Mỹ Obama | |   |

## Hình ảnh

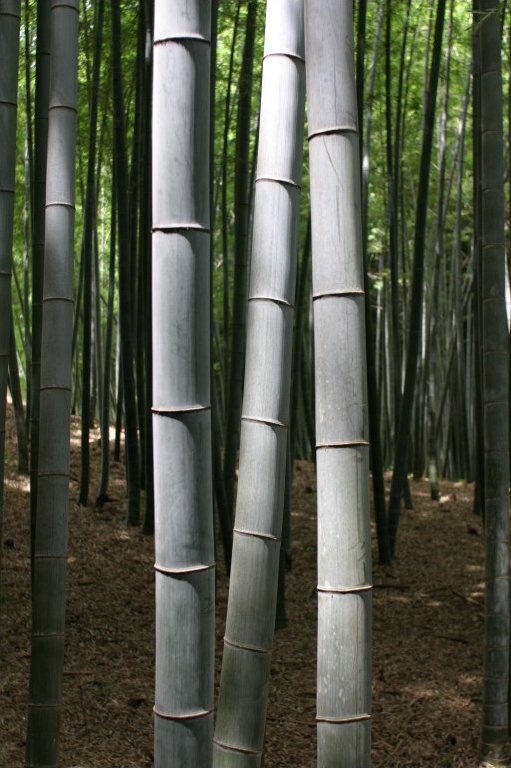
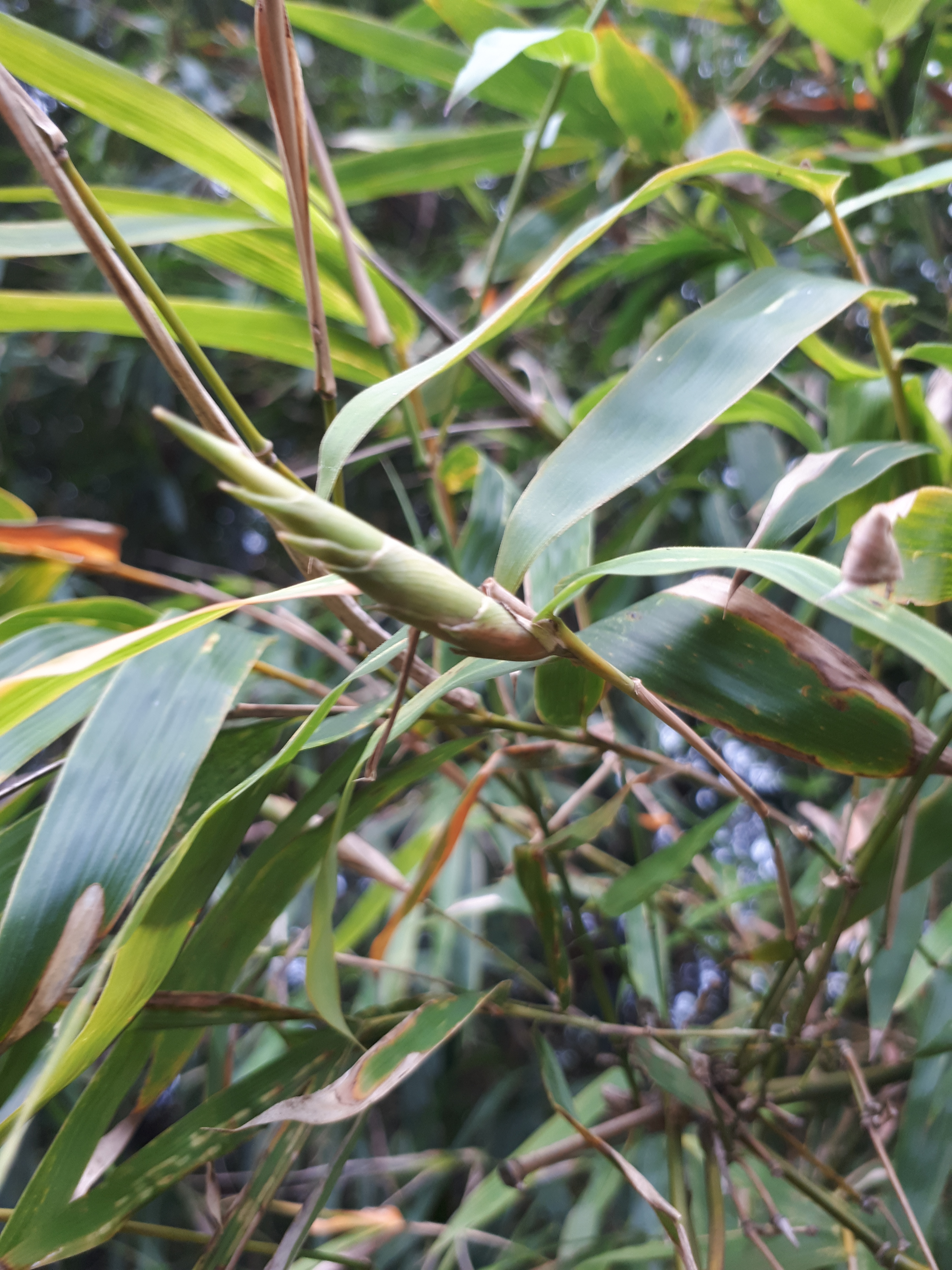
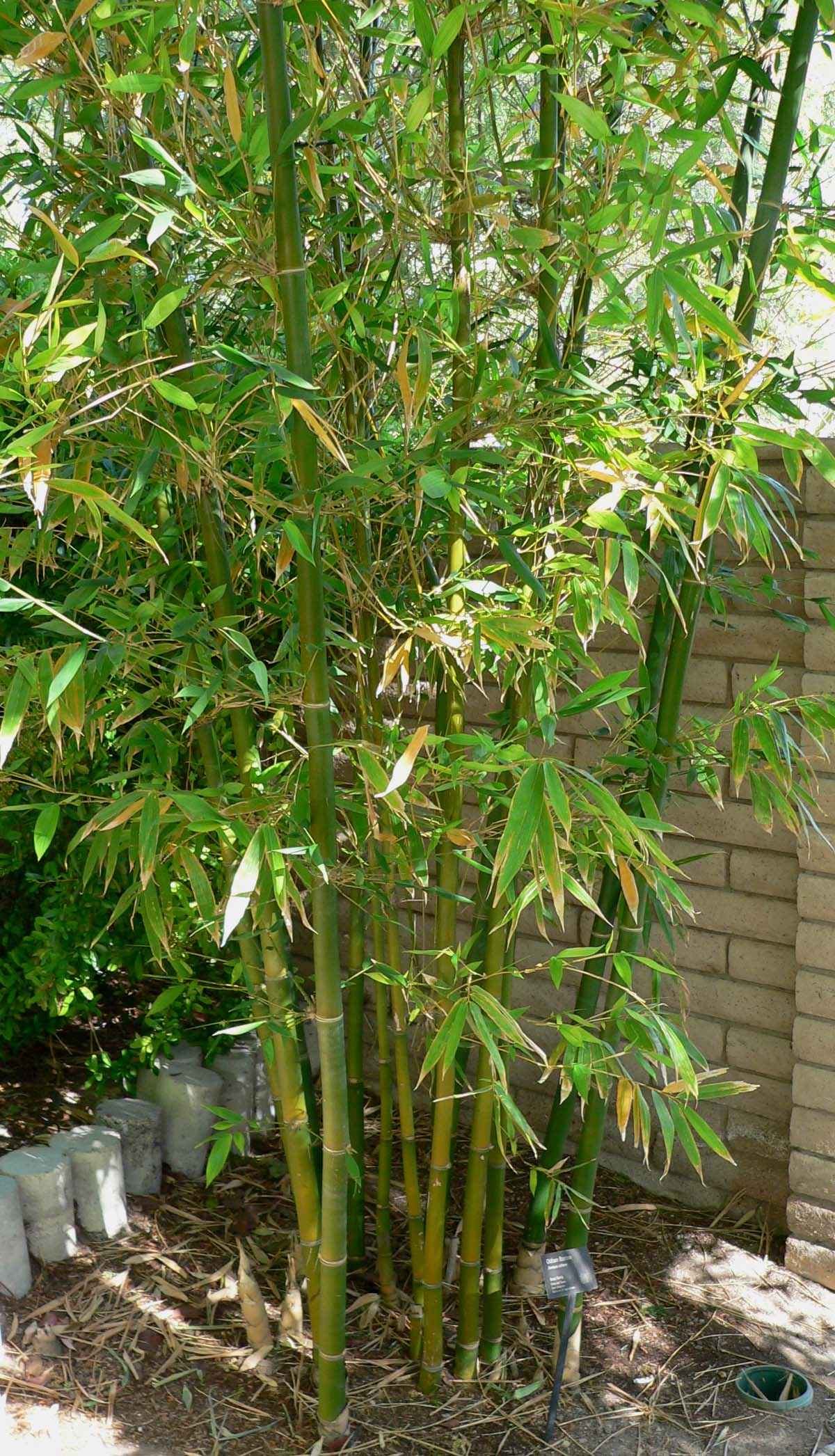
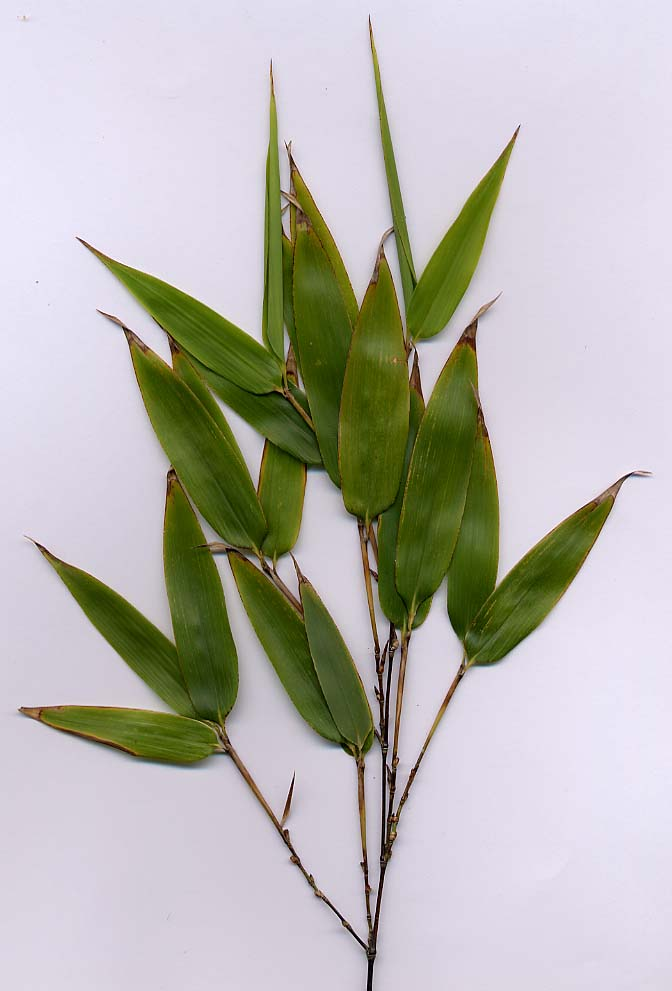
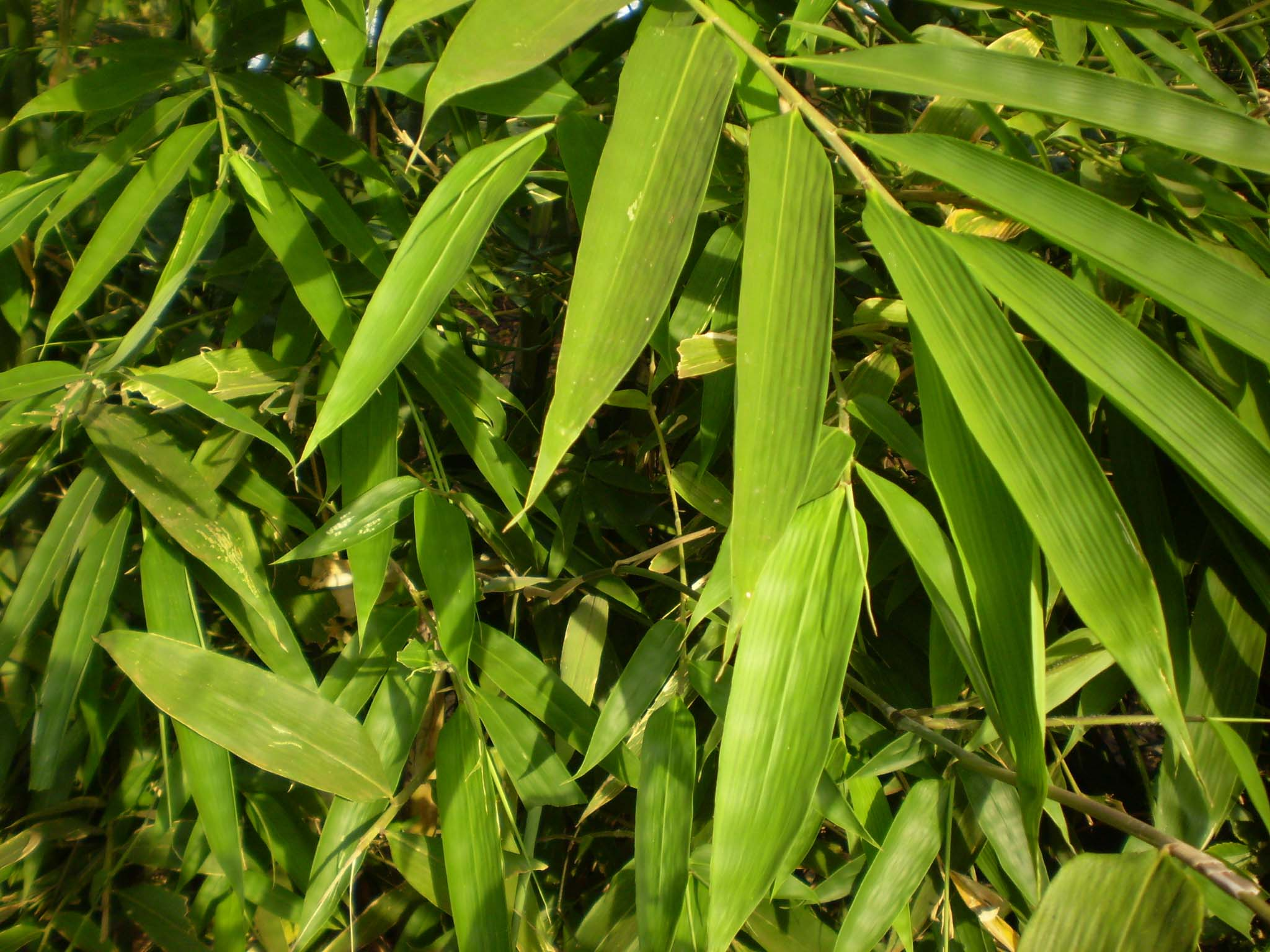
Lá tre
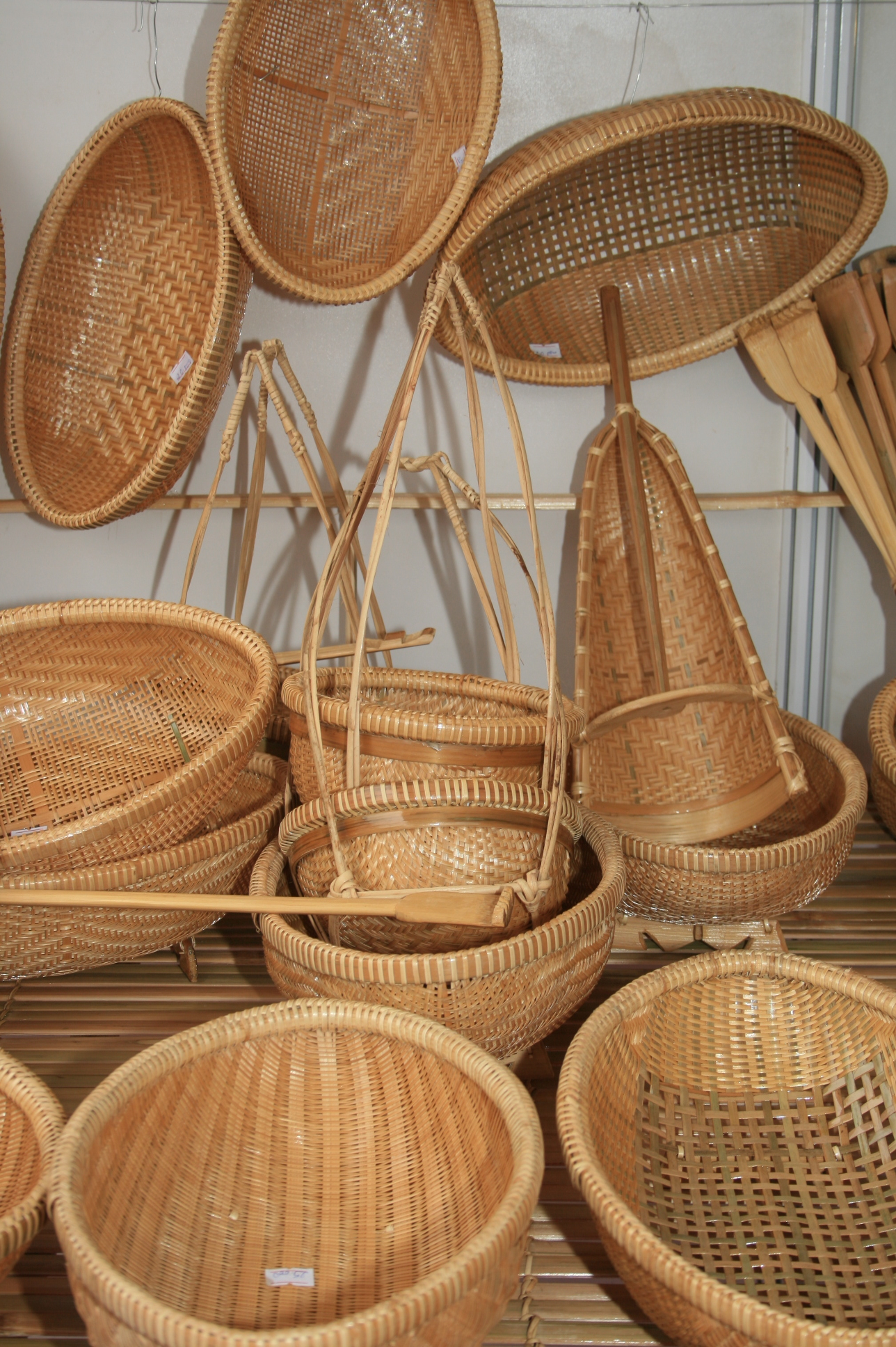
Một số sản phẩm làm từ cây tre.
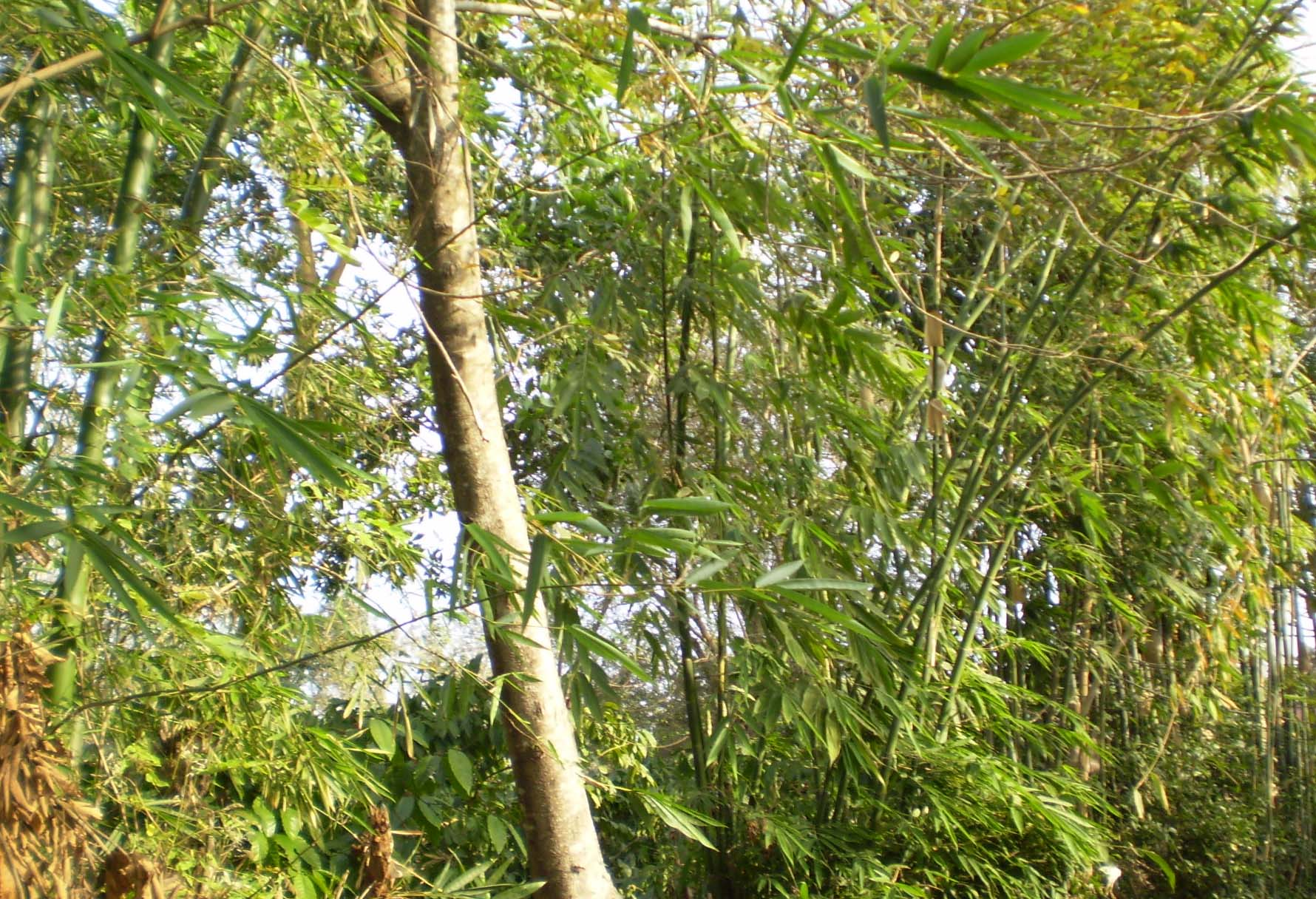
Rừng tre ở Cư Kuin, Đắk Lắk.
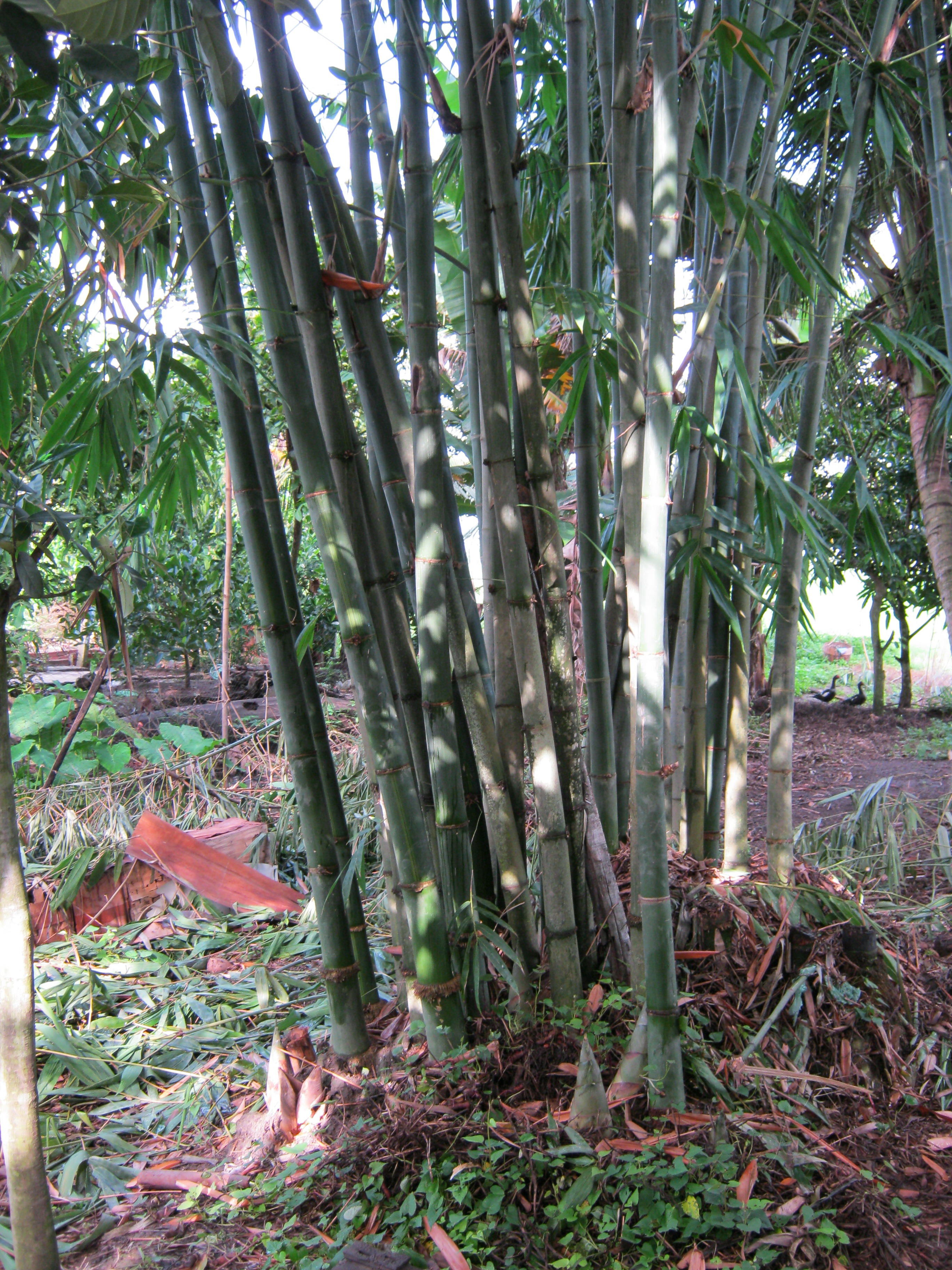
Một bụi tre trong một làng quê ở An Giang.
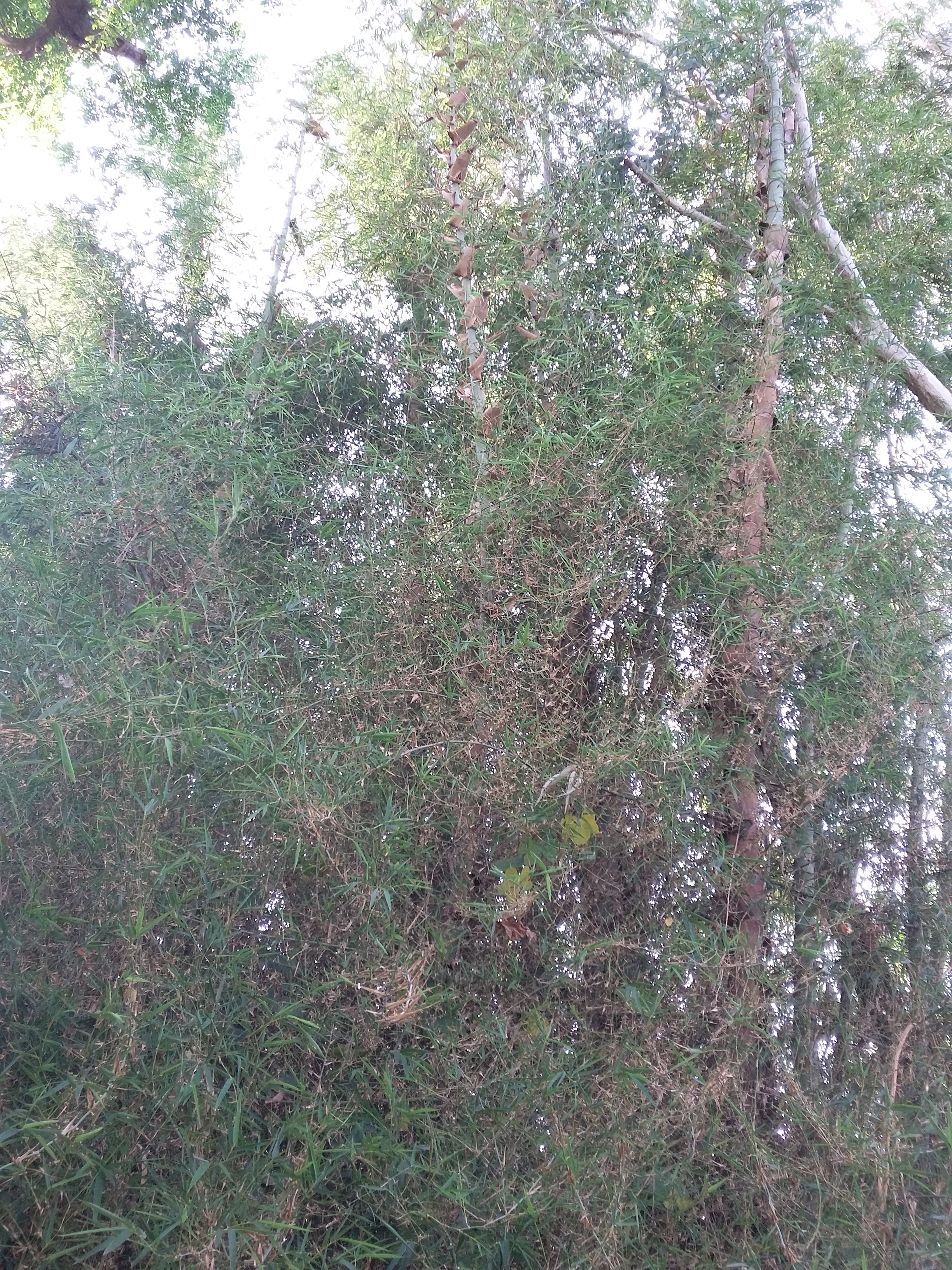
Bụi tre rừng ở huyện An Phú tỉnh An Giang